# Cola hispida
Cola hispida är en malvaväxtart som beskrevs av John Patrick Micklethwait Brenan och Keay. Cola hispida ingår i släktet Cola och familjen malvaväxter. Inga underarter finns listade i Catalogue of Life.